# Tess Wester
Tess Lieder (született: Tess Wester) (Heerhugowaard, 1993. május 19. –) világbajnok holland válogatott kézilabdázó, kapus. Jelenleg a német Borussia Dortmund játékosa. 2012-ben mutatkozott be a holland válogatottban. A 2015-ös világbajnokságon ezüstérmet nyert a csapattal és őt választották a torna legjobb kapusának. Részt vett a 2016-os riói olimpián, ahol a negyedik helyen végzett a válogatottal. A holland válogatottal 2019-ben világbajnok lett.

## Pályafutása

### Klubcsapatokban
Tess Wester hazájában kezdte pályafutását. Ifjúsági korú játékosként a Hugo Girls, a VZV és a HandbalAcademie csapataiban sajátította el a sportág alapjait. 2008-ban igazolt a VOC Amsterdam csapatához, ahol a nemzetközi kupaporondon is bemutatkozhatott, pályára lépett az EHF-kupában, a Kupagyőztesek Európa-kupájában, a 2008-2009-es szezonban pedig a Bajnokok Ligájának a selejtezőjében is. 2011 nyarán a német VfL Oldenburgban folytatta pályafutását, 2012-ben pedig Német Kupát nyert a csapattal. A 2014-2015-ös bajnoki idényben ő szerezte az év gólját egy szurkolói szavazáson, miután egy bajnoki mérkőzésen saját kapujából ívelt az ellenfél kapujába. A következő idény előtt a Bietigheimhez igazolt.  2017-ben megnyerte a német bajnokságot a klub játékosaként. 2018 nyarától a dán Odense Håndbold csapatában szerepelt három évig. A 2021-2022-es szezontól a román CSM București játékosa. Mindössze egy szezont követően elhagyta a csapatot, majd visszatért Németországba, ahol a Borussia Dortmund játékosa lett. A 2024-2025-ös idény végén fejezte be pályafutását.

### A válogatottban
Wester 2012. október 22-én egy Románia elleni felkészülési mérkőzésen lépett pályára először a holland válogatottban. A 2015-ös világbajnokságon a holland kézilabda addigi legnagyobb sikerét elérve ezüstérmet szereztek csapattársaival, a döntőben a norvégokkal szemben maradtak alul 31-23-ra. Westert választották a torna legjobb kapusának.
A 2016-os olimpián a legjobb négy közé jutott a holland csapat, de ott az elődöntőben a franciák 24–23, a bronzmérkőzésen a norvégok 36–26 arányban jobbnak bizonyultak. 2017-ben a világbajnokságon, majd egy év múlva az Európa-bajnokságon is bronzérmet nyert a válogatottal. 2019-ben világbajnoki címet nyert a nemzeti csapattal, a Japánban rendezett torna döntőjében Spanyolországot győzték le 30–29-re. A torna All-Star csapatába is beválasztották.
2024 májusában lemondta a válogatottságot.

## Magánélete
Párja Mart Lieder, holland labdarúgó. 2022. június 22-én összeházasodtak. Ez év november 18-án született meg kislányuk, Flo.

## Sikerei, díjai

### Klubcsapatokkal
- Bundesliga:
  - Győztes: 2017
- Német Kupa:
  - Győztes: 2012
- All-Star-válogatott és a világbajnokság legjobb kapusa: 2015 [21]
- All-Star-válogatott és a világbajnokság legjobb kapusa: 2019